# Mollete melenero
El mollete melenero es un plato tradicional del municipio de Melena del Sur, a unos cincuenta kilómetros al sur de La Habana, Cuba. Consiste en un pan blanco relleno de picadillo que se reboza y fríe. Además del mollete melenero, cuya base es el pan relleno, también hay molletes cubanos a base de frutas rellenas. Según el Diccionario gastronómico cubano (2006) el mollete puede ser un dulce antiguo de pan redondo o de telera, o bien de mamey colorado.

## Origen
Según contó a la radio un vecino melenero llamado Rafael Vega González 'Rafelo', quien ha vendido molletes por más de cuarenta años, el mollete melenero tiene su origen a comienzos del siglo XX, cuando en Melena del Sur se establece un andaluz llamado Roberto Arecina y abre un establecimiento de comida en el que empieza a vender panes rellenos de diferentes productos. La idea fue imitada por otros vendedores, convirtiéndose en una tradición local. Originalmente, «mollete» hacía referencia al pan. Hoy más comúnmente se refiere al plato preparado. 
La investigadora Silvia Mayra Gómez Fariñas rescató de diversas fuentes de los siglos XIX y XX las diferentes recetas de molletes cubanos que existen: de plátanos, de mameyes coloraos, de piñas y de cocos, aunque reconoce que es antiguo y ya «en pocas casas se hace». Según la Revista bimestre cubana de 1921, «mollete» deriva de su significado castellano ('pan blandito') pero con otra acepción, pues se refiere a un «plato que se hace rellenando pan redondo ó de telera (mollete) de picadillo». En la Enciclopedia popular cubana de 1948, se define el mollete como un «pan relleno con picadillo».

## Elaboración
Típicamente se usa pan de quinta o de piquito, aunque debido a su escasez, hoy en día es más común hacerlo con pan de manzana, que es más redondo. Este pan se abre por la mitad (o se le abre una 'tapita') y se vacía del migajón, se riega de caldo de pollo y se rellena con picadillo. El picadillo de res o de cerdo se sazona y cocina previamente con vino, sal, cebolla, ajo y azúcar, y se mezcla con la miga del pan. Luego se vuelve a cerrar el pan, se sumerge en huevo con harina y se fríe en aceite o manteca abundante. También puede incluir relleno de frijoles refritos, espesos o cocinados.